# San Luis de Tolosa coronando a Roberto de Anjou, rey de Nápoles
 San Luis de Tolosa coronando a Roberto de Anjou, rey de Nápoles es una pintura sobre tabla obra del pintor italiano Simone Martini. Fue pintado en torno al año 1317, fecha en que fue canonizado el arzobispo Luis de Tolosa. Mide 250 cm de alto y 188 cm de ancho. La predela tiene unas dimensiones de 56 x 205. Se exhibe actualmente en el Museo de Capodimonte en Nápoles.
Se trata de una pintura sobre tabla en la que está representado, como figura central, un santo: el arzobispo franciscano Luis de Tolosa, que había muerto en el año 1297. Está representado de manera tradicional que recuerda al arte bizantino: totalmente frontal, entronizado, cubierto con una capa pluvial y con los atributos que le son propios: báculo y mitra obispales. Por encima de él hay una corona sostenida por dos ángeles. A su lado, en menor tamaño, por seguir el principio de jerarquía tradicional, se representa a Roberto de Anjou, rey de Nápoles. Luis de Tolosa está coronándolo. El fondo de oro es otro elemento que deriva de la pintura bizantina.
Hay rasgos característicos de una mayor modernidad en la pintura, como aspectos de mayor realismo, la forma de representarse las telas, y elementos que refuerzan la perspectiva como la alfombra y la predela. Del mismo modo, el retrato de Roberto de Anjou no es estandarizado, sino individualizado.
Todo el marco es de azul oscuro con numerosas flores de lis, en representación de la casa de Anjou. La tabla se completa con la predela inferior, en la que se representan cinco escenas de la vida del santo y un milagro que se le atribuye tras su muerte.